# 爆問パワフルフェイス!
『爆問パワフルフェイス!』（ばくもんパワフルフェイス!）は、TBS系列で2011年4月13日より9月14日まで毎週水曜20:00 - 20:54に放送されていたお笑いバラエティ番組である。ハイビジョン制作。

## 概要
前番組『爆問パニックフェイス!』が、同年3月9日を以って打ち切られたため、本番組をスタートさせることが同年4月8日に決定した。
番組内容は従来のドッキリ（イタズラ）の他に、お笑い芸人によるネタ披露（即ち、爆笑ライブ）やチャレンジ・ゲーム・ドキュメントと言った斬新な企画・コーナーも放送されていた。
また、本番組のタイトルロゴは『爆問パニックフェイス!』の『パニック』が上記の震災の影響で『パワフル』に変更されている（機能も引き継ぐ）。
本番組が19:00 - 20:49に2時間スペシャルで放送される場合は水曜19時台がローカル枠になっている関係で、水曜19時台に自社制作番組や他系列番組を放送している局では『パニックフェイス!』同様に20:00 - 20:54に短縮版を裏送りで放送する。
番組終了後は『くらべるくらべらー』の5分前告知があるが、そのあとの『スパモク!!』告知は局によって異なる。。
視聴率も『パニックフェイス!』時代と同様1桁台に低迷していることと、2011年10月21日に『爆報! THE フライデー』がスタートすることになったため、本番組は9月14日放送分を以て終了することが決定した。
2011年11月24日の『スパモク!!』にて『今!この芸人が面白い 爆問パワフルフェイス 見逃し厳禁ネタ30連発』が放送された。（ただし、当初はMBSでは大阪市長選挙関連の討論番組差し替えの予定であったが、諸般の都合により放送取りやめとなったため急遽同時放送となった。）

## 出演者
※★印は『パニックフェイス!』からの続投である。

### 司会
- 爆笑問題★
  - 太田光
  - 田中裕二

### レギュラー
- 有吉弘行★
- TKO ★
  - 木本武宏
  - 木下隆行
- NON STYLE★
  - 石田明
  - 井上裕介

## 放送時間
- 2011年4月13日 -  水曜日20:00 - 20:54（JST、54分）
  - 初回は2時間スペシャル（19:00 - 20:49。一部地域を除く）
  - TBSと東北放送では19:55より『もうすぐ爆問パワフルフェイス!』を放送のため、フライングスタート扱いとなる。

## ネット局
| 放送対象地域   | 放送局                   | 系列    | 放送日時                 |
| -------------- | ------------------------ | ------- | ------------------------ |
| 関東広域圏     | TBSテレビ (TBS)          | TBS系列 | 水曜 19時55分 - 20時54分 |
| 北海道         | 北海道放送 (HBC)         | TBS系列 | 水曜 20時00分 - 20時54分 |
| 青森県         | 青森テレビ (ATV)         | TBS系列 | 水曜 20時00分 - 20時54分 |
| 岩手県         | IBC岩手放送 (IBC)        | TBS系列 | 水曜 20時00分 - 20時54分 |
| 宮城県         | 東北放送 (TBC)           | TBS系列 | 水曜 19時55分 - 20時54分 |
| 山形県         | テレビユー山形 (TUY)     | TBS系列 | 水曜 20時00分 - 20時54分 |
| 福島県         | テレビユー福島 (TUF)     | TBS系列 | 水曜 20時00分 - 20時54分 |
| 山梨県         | テレビ山梨 (UTY)         | TBS系列 | 水曜 20時00分 - 20時54分 |
| 新潟県         | 新潟放送 (BSN)           | TBS系列 | 水曜 20時00分 - 20時54分 |
| 長野県         | 信越放送 (SBC)           | TBS系列 | 水曜 20時00分 - 20時54分 |
| 静岡県         | 静岡放送 (SBS)           | TBS系列 | 水曜 20時00分 - 20時54分 |
| 富山県         | チューリップテレビ (TUT) | TBS系列 | 水曜 20時00分 - 20時54分 |
| 石川県         | 北陸放送 (MRO)           | TBS系列 | 水曜 20時00分 - 20時54分 |
| 中京広域圏     | 中部日本放送 (CBC)       | TBS系列 | 水曜 20時00分 - 20時54分 |
| 近畿広域圏     | 毎日放送 (MBS)           | TBS系列 | 水曜 20時00分 - 20時54分 |
| 鳥取県・島根県 | 山陰放送 (BSS)           | TBS系列 | 水曜 20時00分 - 20時54分 |
| 岡山県・香川県 | 山陽放送 (RSK)           | TBS系列 | 水曜 20時00分 - 20時54分 |
| 広島県         | 中国放送 (RCC)           | TBS系列 | 水曜 20時00分 - 20時54分 |
| 山口県         | テレビ山口 (tys)         | TBS系列 | 水曜 20時00分 - 20時54分 |
| 愛媛県         | あいテレビ (ITV)         | TBS系列 | 水曜 20時00分 - 20時54分 |
| 高知県         | テレビ高知 (KUTV)        | TBS系列 | 水曜 20時00分 - 20時54分 |
| 福岡県         | RKB毎日放送(RKB)         | TBS系列 | 水曜 20時00分 - 20時54分 |
| 長崎県         | 長崎放送 (NBC)           | TBS系列 | 水曜 20時00分 - 20時54分 |
| 熊本県         | 熊本放送 (RKK)           | TBS系列 | 水曜 20時00分 - 20時54分 |
| 大分県         | 大分放送 (OBS)           | TBS系列 | 水曜 20時00分 - 20時54分 |
| 宮崎県         | 宮崎放送 (MRT)           | TBS系列 | 水曜 20時00分 - 20時54分 |
| 鹿児島県       | 南日本放送 (MBC)         | TBS系列 | 水曜 20時00分 - 20時54分 |
| 沖縄県         | 琉球放送 (RBC)           | TBS系列 | 水曜 20時00分 - 20時54分 |

## 主なスタッフ
- 作・構成：北本かつら、清水寛生、安達××、藤谷弥生、藤井輝久、秋葉高彰、片岡正徳
- ナレーション：杉本るみ、田子千尋
- TM：金沢健一
- TD：大蔵聡
- VE：後藤静香
- 音声：田村真紀
- ロケ技術：小林孝至・佐々木瑠美（スウィッシュ・ジャパン）
- 美術デザイン：齋藤傑
- 美術制作：鈴木康裕、半田裕記
- ロケ美術：金子修一
- 装置：谷平真二、三谷剛大
- 電飾：田谷尚教
- メカシステム：濱口利行
- 装飾：野呂利勝
- アクリル装飾：相原祐規
- VTR編集：波江野剛
- MA：水野貴浩
- CG：大森清一郎
- 音響効果：太田光則・若林雄二（フリーダム・オブ・ザック）
- 編成：片山剛、時松隆吉
- 宣伝：石田孝宏
- AP：大森恵美、住田雄一、代田直章、山本希恵
- 演出：有馬巨人、和田英智、田中慶、堤俊博、森伸太郎、森田敦士、大崎義宏、高橋隼人、加納梓、勝田拓也
- 総合演出：松木大輔
- プロデューサー：刀根鉄太、喜瀬川恵子
- チーフプロデューサー：大久保竜
- 制作：TBS